# منطقة بيروت الرقمية

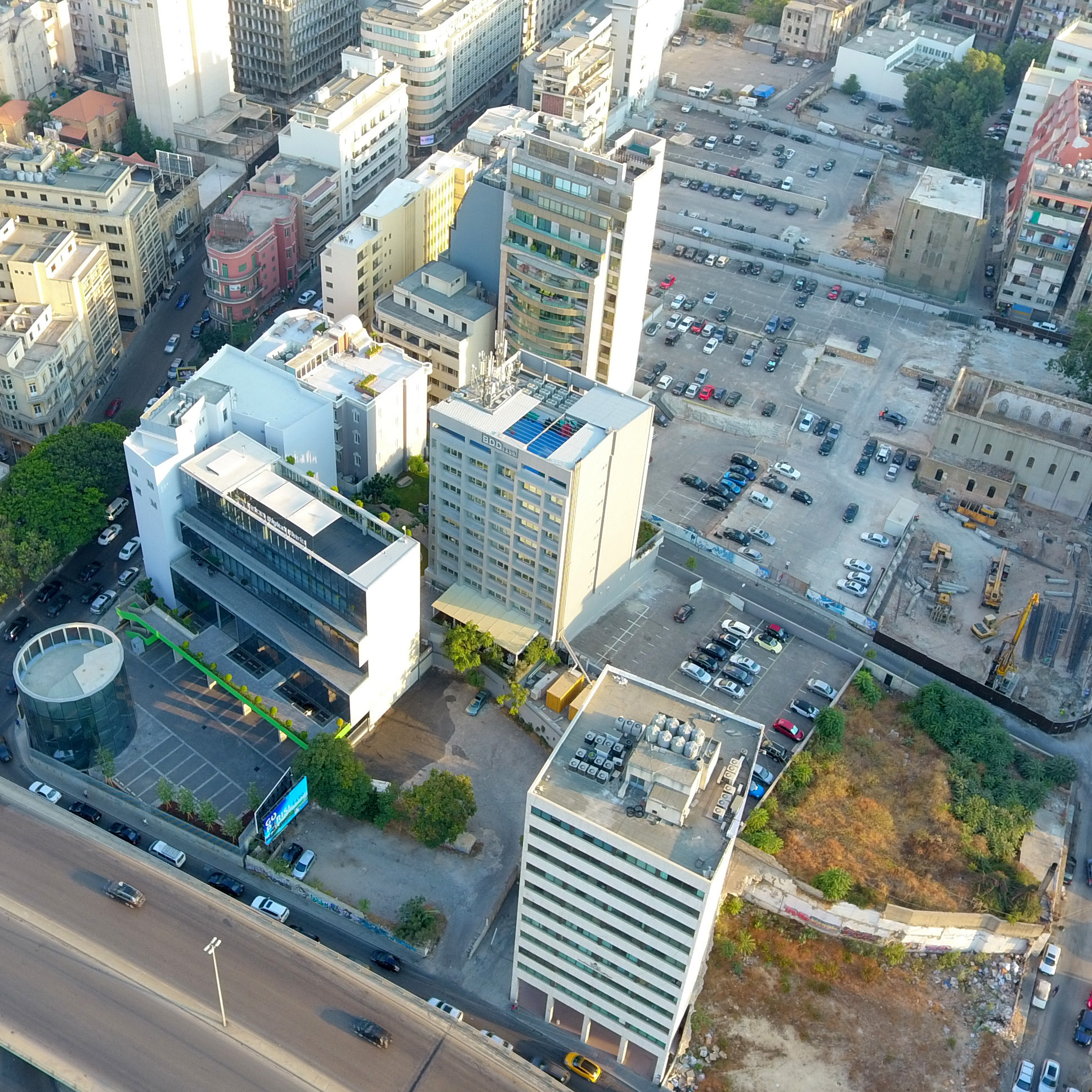
صورة من الأعلى لمنطقة بيروت الرقمية

منطقة بيروت الرقمية (بالإنجليزية: Beirut Digital District) هو مشروع أطلقته وزارة الاتصالات اللبنانية بالتعاون مع شركة "بيريتك (بالإنجليزية: Berytech)" (شركة حاضنة لتطوير الشركات الناشئة في مجال تقنية المعلومات) والشركة العقارية الخاصة "زد إر أو (بالإنجليزية: ZRE)" بمنطقة الباشورة وسط العاصمة اللبنانية بيروت. يهدف المشروع الجديد، الذي يعد الأول من نوعه في لبنان والذي تمتد مساحته على 5000 متر مربع، إلى جذب الاستثمارات الخارجية في مجال المعلوماتية والاتصالات، وتشجيع الشركات اللبنانية في الخارج للعودة إلى لبنان، إضافة إلى جعل لبنان منصة إقليمية متقدمة لهذا النوع من الاستثمارات. بالإضافة إلى توفير المشروع خلال السنوات الخمس المقبلة لما بين 3000 و4000 فرصة عمل جديدة في مجالات المعلوماتية والتكنولوجيا وصناعة الابتكار والإبداع في بيروت.
وصف مراسل سي إن إن أندرو ستيفنز منطقة بيروت الرقمية (BDD) بأنها مركز قوي لاحتضان الشركات الناشئة في الشرق الأوسط.

## الموقع
يقع حي بيروت الرقمي في منطقة الباشورة، وسط مدينة بيروت، لبنان. يقع الحي على مقربة من المطار والميناء، على بعد حوالي 5 دقائق من وسط المدينة، وعلى بعد دقائق من الجامعة الأمريكية في بيروت والجامعة اللبنانية الأمريكية وجامعة القديس يوسف والمدرسة العليا للأعمال وجامعة لاساجيس.

## المرافق
توفر منطقة بيروت الرقمية العديد من وسائل الراحة ومرافق الخدمات :
- قاعات المؤتمرات والاجتماعات وقاعات المؤتمرات الصوتية.
- مساحات للأحداث وورشات العمل.
- صالات رياضية.
- مطعم ومقهى.
- خدمة الألياف البصرية والواي فاي.
- مواقف السيارات.
- خدمات الموارد البشرية.
- خدمات الأعمال والإعداد القانوني.

## المراحل
تم تقسيم تنفيذ مشروع منطقة بيروت الرقمية إلى 4 مراحل:

### المرحلة أ
تم الانتهاء من المرحلة الأولى في عام 2016. في هذه المرحلة، بلغت المساحة الإجمالية للبناء 17500 متر مربع مخصصة بالكامل للمكاتب.

### المرحلة ب
من المقرر الانتهاء من هذه المرحلة في عام 2020 حيث ستصبح مساحة المنطقة 44500 متر مربع مخصصة للمكاتب.

### المرحلة ج
هذه المرحلة ستجعل مساحة منطقة بيروت الرقمية 84000 متر مربع مخصصة للمكاتب والوحدات السكنية ومن المقرر الانتهاء منها في عام 2025.

### المرحلة د
ستحول المرحلة الأخيرة، التي ستكتمل في عام 2030، حي بيروت الرقمي إلى منطقة مساحتها 150,000 متر مربع مع مكاتب متعددة ووحدات سكنية.